# Grand Prix Formule 1 van de Verenigde Staten West
De Grand Prix van de Verenigde Staten West was een wedstrijd uit de Formule 1-kalender die acht keer gehouden werd tussen 1976 en 1983 op de Long Beach stratencircuit in Long Beach.

## Winnaars van de Grands Prix
| Jaar | Coureur           | Constructeurs | Verslag |
| ---- | ----------------- | ------------- | ------- |
| 1983 | John Watson       | McLaren-Ford  | Verslag |
| 1982 | Niki Lauda        | McLaren-Ford  | Verslag |
| 1981 | Alan Jones        | Williams-Ford | Verslag |
| 1980 | Nelson Piquet     | Brabham-Ford  | Verslag |
| 1979 | Gilles Villeneuve | Ferrari       | Verslag |
| 1978 | Carlos Reutemann  | Ferrari       | Verslag |
| 1977 | Mario Andretti    | Lotus-Ford    | Verslag |
| 1976 | Clay Regazzoni    | Ferrari       | Verslag |